# Open Gaz de France 1997
Open Gaz de France 1997 — жіночий тенісний турнір, що проходив на закритих кортах з килимовим покриттям П'єр де Кубертен у Парижі (Франція). Належав до турнірів 2-ї категорії в рамках Туру WTA 1997. Турнір відбувся вп'яте і тривав з 10 лютого до 16 лютого 1997.

## Фінальна частина

### Одиночний розряд
Мартіна Хінгіс —  Анке Губер 6–3, 3–6, 6–3
- Для Хінгіс це був 5-й титул за сезон і 10-й — за кар'єру.

### Парний розряд
Мартіна Хінгіс /  Яна Новотна —  Александра Фусаї /  Ріта Гранде 6–3, 6–0
- Для Хінгіс це був 6-й титул за сезон і 11-й — за кар'єру. Для Новотної це був 1-й титул за рік і 77-й — за кар'єру.